# ハイパードルフィン
ハイパードルフィンは海洋科学技術センター（JAMSTEC; 現 海洋研究開発機構）が保有・運用する有索式・遠隔操作式の無人潜水機（ROV）。

## 来歴
JAMSTECでは、3,000メートル級ROVとして1980年代末より「ドルフィン-3K」の運用を行っていたが、これは有人潜水調査船「しんかい2000」の事前調査・救難装置として開発されたという経緯もあり、海洋調査・研究のための潜航チャンスは限られていた。
このことから、海洋調査に専従する3,000メートル級ROVとして導入されたのが本機である。1999年11月に完成、2000年春より実海域試験が開始された。3,000メートル級は研究者からのニーズが多く、深海研究調査公募対象としては一番人気である。また、運用機1機のほか完備予備機1機が導入されたことから、後に海底調査だけでなくDONET計画にも投入されるようになった。

## 設計
本機は、カナダのISE社のROVをもとに、所定の艤装を施したものである。有索式ROVであり、アンビリカルケーブルは3,300メートル長（後に5,000メートル長に延伸）、破断強度16.5トンの光-電気複合ケーブルである。
動力は電動油圧式であり、油圧供給用としては出力75キロワットの電動機が用いられている。推進器としてはスラスター6基を搭載しており、前進3ノット、後進2ノット、左右2ノット、上下1.5ノットでの移動が可能である。最大潜航深度は、当初は3,000メートルであったが、後にDONET計画に対応するため、4,500メートルに強化された。
母船としては、当初は「かいよう」が用いられており、「しんかい2000」の運用終了後は「なつしま」も使われるようになった。操縦コンテナ内には6基の大型プラズマディスプレイが配されている。

## 装備
装備面の最大の特徴がハイビジョンカメラの搭載である。これは1991年の改修で「ドルフィン-3K」に搭載されたSuper HARPと同系列の技術を用いて、NHKと共同で新規に開発されたものである。カメラはF1.8、5倍ズームのレンズを備えており、長さ639ミリ、外径216ミリとコンパクトにまとめられている。このハイビジョンカメラのほか、カラーCCDテレビカメラ、後方監視用カメラなど計4台のテレビカメラが搭載されている。なお、照明灯はメタルハライドランプ（400ワット）5灯、ハロゲンランプ（250ワット）1灯を備えており、特に前方のライトは、ハイビジョンカメラの性能を十全に発揮できるよう、可動式のライトブームに配されている。
これらの電子光学センサーのほか、航法用として、障害物探査ソナーや深度計・高度計も搭載されている。
試料採取用としては、機体前部に一対のマニピュレーター（7自由度）および格納式サンプルバスケットが備え付けられている。マニピュレーターは水中重量約70キロ以下のものを取り扱うことができる。